# Короцкое сельское поселение
Короцкое сельское поселение — муниципальное образование в Валдайском муниципальном районе Новгородской области России.
Административный центр — посёлок Короцко.

## География
Территория сельского поселения расположена в юго-восточной части Новгородской области на Валдайской возвышенности, к югу от города Валдай, на территории Валдайского национального парка. На территории муниципального образования находится множество озёр — Ельчинское, Середейское, Находно, Борое, Белое, Короцкое, Березово и др., зона туризма и отдыха — в поселении имеются специализированные базы отдыха.
Здесь проходит маркированный маршрут — большая Валдайская тропа.

## История
Короцкое сельское поселение было образовано в соответствии с законом Новгородской области от 11 ноября 2005 года № 559-ОЗ.

## Население
| 2010 | 2012 | 2013 | 2014 | 2015 | 2016 | 2017 |
| ---- | ---- | ---- | ---- | ---- | ---- | ---- |
| 496  | ↘479 | ↘468 | ↘447 | ↘445 | ↗454 | ↘443 |
| 2021 |      |      |      |      |      |      |
| ↗586 |      |      |      |      |      |      |

## Состав сельского поселения
| № | Населённый пункт | Тип                             | Население |
| - | ---------------- | ------------------------------- | --------- |
| 1 | Бор              | деревня                         | 17        |
| 2 | Гагрино          | деревня                         | 3         |
| 3 | Глебово          | деревня                         | 2         |
| 4 | Ельчино          | деревня                         | 0         |
| 5 | Короцко          | деревня                         | 17        |
| 6 | Короцко          | посёлок, административный центр | 428       |
| 7 | Миронушка        | деревня                         | 9         |
| 8 | Полосы           | деревня                         | 15        |
| 9 | Середея          | деревня                         | 5         |

## Транспорт
У северной административной границы сельского поселения проходит федеральная автомобильная дорога «Россия» М10 (E 105) и линия Бологое-Московское — Дно-1 Октябрьской железной дороги.

## Социально значимые объекты
В посёлке Короцко находится Валдайская областная психоневрологическая больница № 1, устроенная в ноябре 1937 года на территории бывшего общежительного женского монастыря во имя Святителя Тихона Задонского.
Инфраструктура
В поселке действует фельдшерско-акушерский пункт и почтовое отделение ФГУП «Почта России», детский сад, дом культуры; также имеются 2 магазина.

## Люди, связанные с поселением
В 1724 году в деревне Короцко родился, ставший известным православным писателем, святитель Тихон Задонский.